# 胡堯時
胡堯時（1499年—1558年），字子中，别號仰斋、又号养斋，江西泰和县人，明朝政治人物、进士出身。

## 生平
胡堯時是嘉靖元年（1522年）江西鄉試舉人。嘉靖五年（1526年）成爲进士，刑部观政，擔任直隶淮安府推官。嘉靖八年（1529年）九月被選拔為兵科给事中，十一月向河南道御史劉安上書進言，触怒皇帝，被锦衣卫逮问，隨後被貶為湖广长沙府攸县主簿。后升任杭州府海宁县知县，再升任揚州府泰州知州，因受某事波及再被贬为新兴县知县。十八年夏提升工部营缮清吏司主事，十月晋升虞衡司员外郎、本司署郎中事，任会试同考官。二十一年九月連丁父母憂。嘉靖二十四年（1545年）起復職，补任兵部车驾司员外郎署郎中事，后又提拔為奉政大夫、本司郎中。再被提拔為雲南按察司副使，奉皇帝命令提督学校，轉升為本省参政。后又奉皇帝指令提督粮储帶管鹽法，升任貴州按察使。嘉靖三十一年（1552年）冬入朝進見帝王，走近便的小路回家，然而自己到達湖广黄梅县時生病，便向皇帝進呈奏章要求休息調整，於是自己在家裏休整了六年時間。三十七年（1558年）三月于家中辭世，享壽六十歲。
胡堯時是王守仁之弟子，曾倡议修建阳明书院，并将其在貴陽時的著作刊刻发行。

## 家族
曾祖父為胡惟學。祖父為胡弘潔，號好古。父親胡元讓（1476年-1541年），字谦夫，號月冈。母萧氏。弟尧命、尧道，